# Elaphoglossum coriifolium
Elaphoglossum coriifolium är en träjonväxtart som beskrevs av John T. Mickel. Elaphoglossum coriifolium ingår i släktet Elaphoglossum och familjen Dryopteridaceae. Inga underarter finns listade.